# 平安证券
平安证券股份有限公司，是中国平安保险（集团）股份有限公司旗下重要成员，前身为1991年8月创立的平安保险证券业务部，拥有平安财智投资管理有限公司、平安期货有限公司、中国平安证券（香港）有限公司、平安磐海资本有限责任公司共4家子公司。2006年，经中国证券业协会评审通过，平安证券被评为“创新类”券商。
2013年10月14日，证监会向平安证券正式下达万福生科涉嫌造假上市事件行政处罚决定书，平安证券因在万福生科上市保荐工作中未能勤勉尽责，被暂停保荐机构资格3个月，自2013年9月24日起开始执行，同时被迫赔偿3亿人民币，罚没7665万元。对两位保荐代表人处以30万元罚款，撤销保荐代表人资格和证券从业资格，采取终身证券市场禁入措施。此次是证监会自设立保荐制度以来至当时开出的最严厉罚单。
2022年6月，深圳證監局向平安證券下達樂視網上市造假事件的行政監管措施決定書。平安證券被暫停保薦機構資格3個月。